# Lobsang Yeshe
Lobsang Yeshe (1663 – 1737) è stato un monaco buddhista tibetano, riconosciuto come il quinto Panchen Lama.

## Biografia
Lobsang nacque in una famosa e nobile famiglia della provincia di Tsang. Suo padre si chiamava Dechhen-Gyalpo e sua madre Sereb-Drolma. Lobsang fu riconosciuto come Panchen Lama dal suo predecessore, Lobsang Chökyi Gyalsten e fu nominato a questa carica con una grande cerimonia presso il monastero di Tashilhunpo.
Ricevette a Lhasa i primi voti da Lozang Gyatso, il grande 5º Dalai Lama, quando aveva solo 8 anni e ricevette anche il nome di Lobsang Yeshe.
Quando ebbe trentadue anni, ricevette un messaggio dall'imperatore cinese Kangxi che lo invitava a Pechino, ma il viaggio non fu mai realizzato a causa di una pericolosa epidemia che poteva mettere a rischio la salute del lama tibetano.
Il reggente, Desi Sangye Gyatso, invitò il 5º Panchen Lama ad andare nella città di Nangartse, sul lago Yamdrok per iniziare ai voti monacali un gruppo di giovani monaci e individuare tra essi il futuro Dalai Lama. Nell'ottobre del 1697 Lobsang identificò in Tsangyang Gyatso il 6º Dalai Lama.
Nel 1701 Lhasang Khan, un re mongolo alleato dei cinesi uccise il reggente Sangye Gyatso. Questo fatto di estrema gravità, sconvolse il giovane Dalai Lama che interruppe i suoi studi per andare da Lobsang e informarlo che voleva rinunciare ai suoi voti.
A questo punto fu individuato un nuovo Dalai Lama, il settimo, che fu nominato a palazzo Potala nel 1720. Anche questo ennesimo lama fu iniziato ai voti monacali da Lobsang Yeshe, il quale gli diede anche il nome di Kelsang Gyatso. Assunse i pieni voti di monaco nel 1726.
Nel 1728 l'imperatore cinese Yongzheng mandò un suo funzionario in Tibet per regolare il problema di alcuni confini tra i due paesi. In quegli anni ci fu una dura guerra civile e i cinesi offrirono Lobsang Yeshe la possibilità di governare alcuni territori di confine; tuttavia, a causa della sua avanzata età, il lama fu costretto a rifiutare l'offerta cinese. Malgrado ciò, alcuni territori ad ovest passarono sotto il controllo del governo di Lhasa.
Durante la sua vita, Lobsang Yeshe ha scritto diciotto volumi tra inni e precetti.

## La distruzione delle tombe
Morì nel 1737 a 75 anni. Fu seppellito in una tomba d'oro e di rame, a forma di cupola, molto simile a quella del suo predecessore.
Sfortunatamente, durante la Rivoluzione culturale cinese le tombe dei Panchen Lama dal quinto al nono furono distrutte; ma sotto il decimo Panchen Lama fu edificata un'unica grande tomba al monastero di Tashilhunpo in loro memoria, conosciuta col nome di Tashi Langyar.